# Era Vulgaris
Era Vulgaris – piąty studyjny album amerykańskiego zespołu stoner rockowego Queens of the Stone Age. Album promuje singel zatytułowany "Sick, Sick, Sick". Nowy album ukazał się 12 czerwca 2007 roku.

## Prace nad albumem
Album został ukończony wcześnie w kwietniu 2007 roku i zaplanowany na wydanie 12 czerwca w Stanach Zjednoczonych i 18 czerwca w Anglii. Jak mówił kiedyś Homme, album Songs for the Deaf był zainspirowany jazdą przez jedną z kalifornijskich pustyń, tak teraz mówi, że zainspirowała go jazda przez Hollywood. Muzyk opisuje album jako "mroczny, twardy i elektryczny, upodabniający się do robotnika budowlanego".

## Lista utworów
1. "Turnin' on the Screw" – 5:20
2. "Sick, Sick, Sick" – 3:34
3. "I'm Designer" – 4:04
4. "Into the Hollow" – 3:42
5. "Misfit Love" – 5:39
6. "Battery Acid" – 4:06
7. "Make It wit Chu" – 4:50
8. "3's & 7's" – 3:34
9. "Suture Up Your Future" – 4:37
10. "River in the Road" – 3:19
11. "Run, Pig, Run" – 4:40

## Bonusy
- "Running Joke" (tylko w angielskim wydaniu)
- "Era Vulgaris" (tylko w angielskim wydaniu i internecie)
- "The Fun Machine Took A Shit & Died" (europejskie wydania + japońskie, meksykańskie i brazylijskie)

## Twórcy
- Joshua Homme - śpiew, gitara, gitara basowa
- Joey Castillo - perkusja
- Troy Van Leeuwen - gitara, instrumenty klawiszowe, śpiew
- Dean Fertita - gitara, instrumenty klawiszowe, śpiew
- Michael Shuman - gitara basowa, śpiew

### Gościnnie
- Julian Casablancas - śpiew w "Sick, Sick, Sick"
- Mark Lanegan - w "River On The Road"
- Trent Reznor - w "Era Vulgaris"